# Nabila Marhaben
Nabila Marhaben (Marokkaans: نبيلة مرحبا; Purmerend, 5 december 1983) is een Nederlands actrice en presentatrice.
Marhaben deed mee aan het talentenprogramma Idols, waarbij ze tijdens de theaterronde een duet moest opvoeren met de uiteindelijke winnaar Boris Titulaer, en aan de audities voor Top of the Pops, waarbij ze in de latere rondes eindigde. In 2005 had ze een bijrol in de serie AlexFM. Op 9 juni 2006 werd ze uitgeroepen tot Miss Marokko Nederland. Dit resulteerde ook in een benoeming tot ambassadrice van de Stichting Nederland Positief.
In 2006 en 2007 presenteerde Marhaben het programma Kids Top 20 op de televisiezender Jetix. In 2007 speelde zij de hoofdrol (Raja) in de film Hitte/Harara, geregisseerd door Lodewijk Crijns. Vanaf 2010 heeft zij een hoofdrol in de Marokkaanse sitcom Yak Hna Jiran.